# Microsoft Personal Web Server
Microsoft Personal Web Server (PWS) is een kleine webserver ontwikkeld door Microsoft. Het is de kleine broer van IIS. PWS is ontwikkeld voor thuisgebruik en ontwikkelingsdoeleinden. Microsoft leverde PWS standaard mee met Windows 95 en 98. 
Het grootste verschil tussen PWS en IIS is dat PWS slecht één domein kan hosten.
FTP, SMTP, HTTP en de gebruikelijke webtalen zoals PHP en Perl worden ondersteund door PWS. Het ondersteunt ook deels CGI-conventies en een subset van Classic ASP. Met behulp van deze technologieën is het mogelijk voor webapplicaties die draaien op PWS om gebruik te maken van databases.